# Mysmenopsis tengellacompa
Espèce
Mysmenopsis tengellacompa est une espèce d'araignées aranéomorphes de la famille des Mysmenidae.

## Distribution
Cette espèce est endémique du Costa Rica.

## Description
Le mâle holotype mesure 2,03 mm et la femelle paratype 2,70 mm. Cette araignée est kleptoparasite.

## Publication originale
- Eberhard, Platnick & Schuh, 1993 : Natural history and systematics of arthropod symbionts (Araneae; Hemiptera; Diptera) inhabiting webs of the spider Tengella radiata (Araneae, Tengellidae). American Museum Novitates, no 3065, p. 1-17 (texte intégral).